# Božin Laskov
Božin Georgiev Laskov (Божин Георгиев Ласков; Sofia, 15 febbraio 1922 – Bratislava, 2 aprile 2007) è stato un calciatore bulgaro naturalizzato cecoslovacco, di ruolo centrocampista.

## Statistiche

### Cronologia presenze e reti in Nazionale
| Cronologia completa delle presenze e delle reti in nazionale ― Bulgaria | Cronologia completa delle presenze e delle reti in nazionale ― Bulgaria | Cronologia completa delle presenze e delle reti in nazionale ― Bulgaria | Cronologia completa delle presenze e delle reti in nazionale ― Bulgaria | Cronologia completa delle presenze e delle reti in nazionale ― Bulgaria | Cronologia completa delle presenze e delle reti in nazionale ― Bulgaria | Cronologia completa delle presenze e delle reti in nazionale ― Bulgaria | Cronologia completa delle presenze e delle reti in nazionale ― Bulgaria |
| Data                                                                    | Città                                                                   | In casa                                                                 | Risultato                                                               | Ospiti                                                                  | Competizione                                                            | Reti                                                                    | Note                                                                    |
| ----------------------------------------------------------------------- | ----------------------------------------------------------------------- | ----------------------------------------------------------------------- | ----------------------------------------------------------------------- | ----------------------------------------------------------------------- | ----------------------------------------------------------------------- | ----------------------------------------------------------------------- | ----------------------------------------------------------------------- |
| 08/10/1946                                                              | Tirana                                                                  | Bulgaria                                                                | 2 – 2                                                                   | Romania                                                                 | Coppa dei Balcani                                                       | -                                                                       |                                                                         |
| 09/10/1946                                                              | Tirana                                                                  | Albania                                                                 | 3 – 1                                                                   | Bulgaria                                                                | Coppa dei Balcani                                                       | -                                                                       |                                                                         |
| 13/10/1946                                                              | Tirana                                                                  | Bulgaria                                                                | 1 – 2                                                                   | Jugoslavia                                                              | Coppa dei Balcani                                                       | 1                                                                       |                                                                         |
| 04/09/1949                                                              | Praga                                                                   | Cecoslovacchia                                                          | 1 – 3                                                                   | Bulgaria                                                                | Amichevole                                                              | 1                                                                       |                                                                         |
| 02/10/1949                                                              | Varsavia                                                                | Polonia                                                                 | 3 – 2                                                                   | Bulgaria                                                                | Amichevole                                                              | -                                                                       |                                                                         |
| 30/10/1949                                                              | Budapest                                                                | Ungheria                                                                | 5 – 0                                                                   | Bulgaria                                                                | Amichevole                                                              | -                                                                       |                                                                         |
| Totale                                                                  |                                                                         | Presenze                                                                | 6                                                                       |                                                                         | Reti                                                                    | 2                                                                       |                                                                         |

| Cronologia completa delle presenze e delle reti in nazionale ― Cecoslovacchia | Cronologia completa delle presenze e delle reti in nazionale ― Cecoslovacchia | Cronologia completa delle presenze e delle reti in nazionale ― Cecoslovacchia | Cronologia completa delle presenze e delle reti in nazionale ― Cecoslovacchia | Cronologia completa delle presenze e delle reti in nazionale ― Cecoslovacchia | Cronologia completa delle presenze e delle reti in nazionale ― Cecoslovacchia | Cronologia completa delle presenze e delle reti in nazionale ― Cecoslovacchia | Cronologia completa delle presenze e delle reti in nazionale ― Cecoslovacchia |
| Data                                                                          | Città                                                                         | In casa                                                                       | Risultato                                                                     | Ospiti                                                                        | Competizione                                                                  | Reti                                                                          | Note                                                                          |
| ----------------------------------------------------------------------------- | ----------------------------------------------------------------------------- | ----------------------------------------------------------------------------- | ----------------------------------------------------------------------------- | ----------------------------------------------------------------------------- | ----------------------------------------------------------------------------- | ----------------------------------------------------------------------------- | ----------------------------------------------------------------------------- |
| 26/04/1953                                                                    | Praga                                                                         | Cecoslovacchia                                                                | 2 – 0                                                                         | Italia                                                                        | Coppa Internazionale                                                          | -                                                                             |                                                                               |
| 10/05/1953                                                                    | Breslavia                                                                     | Cecoslovacchia                                                                | 1 – 1                                                                         | Polonia                                                                       | Amichevole                                                                    | -                                                                             |                                                                               |
| 14/06/1953                                                                    | Praga                                                                         | Cecoslovacchia                                                                | 2 – 0                                                                         | Romania                                                                       | Qual. Mondiali 1954                                                           | -                                                                             |                                                                               |
| Totale                                                                        |                                                                               | Presenze                                                                      | 3                                                                             |                                                                               | Reti                                                                          | 0                                                                             |                                                                               |